# Greg Newsome II
Gregory „Greg“ Newsome II (geboren am 18. Mai 2000 in Chicago, Illinois) ist ein US-amerikanischer American-Football-Spieler auf der Position des Cornerbacks. Er spielte College Football für die Northwestern University und wurde im NFL Draft 2021 in der ersten Runde von den Cleveland Browns ausgewählt.

## College
Newsome besuchte die Glenbard North High School in Carol Stream, einem Vorort von Chicago, Illinois. Für sein letztes Highschooljahr wechselte er auf die IMG Academy in Florida.
Ab 2018 ging Newsome auf die Northwestern University in Illinois, um College Football für die Northwestern Wildcats zu spielen. Als Freshman kam er in sechs Spielen zum Einsatz, davon viermal als Starter. Drei Partien verpasste er verletzungsbedingt. In der Saison 2019 war Newsome von Beginn an Stammspieler, erneut fiel er wegen Verletzung für drei Spiele aus. Er konnte elf gegnerische Pässe verhindern. In der wegen der COVID-19-Pandemie in den Vereinigten Staaten verkürzten Spielzeit 2020 kam Newsome in sechs Partien zum Einsatz, wiederum musste er drei Wochen lang aussetzen. Mit zehn  verteidigten Pässen war er der in dieser Statistik beste Spieler in der Big Ten Conference. Gegen die Michigan Wolverines gelang ihm seine erste und einzige Interception für die Wildcats. Newsome wurde in das All-Star-Team der Big Ten 2020 gewählt. Insgesamt bestritt er 21 Spiele für die Northwestern University, davon 18 als Starter. Am 21. Dezember 2020 gab Newsome seine Anmeldung für den NFL Draft bekannt. Damit war er der erste Spieler von Northwestern seit 1996, der sich nach drei Jahren am College für den Draft anmeldete.

## NFL
Newsome wurde im NFL Draft 2021 in der ersten Runde an 26. Stelle von den Cleveland Browns ausgewählt. Er war von Beginn an Stammspieler und kam in 12 Spielen auf 37 Tackles und neun verteidigte Pässe, mehrere Partien verpasste er verletzungsbedingt. In der Saison 2022 wechselte Newsome nach dem Abgang von Troy Hill auf die Position des Slot-Cornerbacks, während Rookie Martin Emerson seine bisherige Position übernahm. In der Saison 2023 fing er zwei Interceptions, darunter sein erster Pick Six. Im April 2024 zogen die Browns seine Vertragsoption für ein fünftes Jahr.

### NFL-Statistiken
| Saison                             | Saison | Spiele | Spiele      | Tackles | Tackles | Tackles | Tackles | Interceptions | Interceptions | Interceptions | Interceptions | Interceptions | Fumbles | Fumbles | Fumbles |
| Jahr                               | Team   | Spiele | als Starter | Gesamt  | Solo    | Ast     | Sacks   | PD            | INT           | Yds           | Lng           | TD            | FF      | FR      | TD      |
| ---------------------------------- | ------ | ------ | ----------- | ------- | ------- | ------- | ------- | ------------- | ------------- | ------------- | ------------- | ------------- | ------- | ------- | ------- |
| 2021                               | CLE    | 12     | 11          | 37      | 33      | 4       | 0,0     | 9             | 0             | 0             | 0             | 0             | 0       | 0       | 0       |
| 2022                               | CLE    | 15     | 15          | 42      | 31      | 11      | 0,5     | 6             | 0             | 0             | 0             | 0             | 0       | 0       | 0       |
| 2023                               | CLE    | 14     | 13          | 49      | 34      | 15      | 0,5     | 14            | 2             | 34            | 34            | 1             | 0       | 0       | 0       |
| 2024                               | CLE    | 13     | 3           | 27      | 24      | 3       | 0,0     | 5             | 1             | −2            | −2            | 0             | 0       | 0       | 0       |
| Gesamt                             | Gesamt | 54     | 42          | 155     | 122     | 33      | 1,0     | 34            | 3             | 32            | 34            | 1             | 0       | 0       | 0       |
| Quelle: pro-football-reference.com |        |        |             |         |         |         |         |               |               |               |               |               |         |         |         |

## Trivia
Greg Newsome II ist nicht verwandt mit dem ehemaligen Browns-Spieler Ozzie Newsome.